# Dymitr (Wołogodski)
Dymitr, imię świeckie Dmitrij Matwiejewicz Wołogodski (ur. 24 października?/5 listopada 1865 w Rożdiestwienskim w guberni jenisiejskiej, zm. 23 października 1937 w Minusińsku) – rosyjski biskup prawosławny.

## Życiorys
W 1887 został wyświęcony na kapłana po ukończeniu seminarium duchownego w Tomsku i zawarciu małżeństwa. W 1891 jego żona zmarła, stracił również syna. Dziewięć lat później ukończył Petersburską Akademię Duchowną i został skierowany do służby duszpasterskiej w cerkwi Zwiastowania w Krasnojarsku. Rok później został proboszczem parafii przy soborze Narodzenia Matki Bożej w Krasnojarsku. Od 1909 był również nadzorcą szkoły duchownej w Krasnojarsku. W 1914 złożył wieczyste śluby mnisze, natychmiast został podniesiony do godności archimandryty i objął stanowisko nadzorcy szkoły duchownej w Permie. Opuścił Perm podczas rosyjskiej wojny domowej razem z wycofującymi się Białymi. Dotarł do Minusińska, gdzie został kapelanem żeńskiego monasteru Opieki Matki Bożej.
19 maja 1923 został wyświęcony na biskupa minusińskiego, wikariusza eparchii jenisiejskiej. Odmawiał przyłączenie się do ruchu odnowicielskiego. Jego chirotonia odbyła się na prośbę miejscowych wiernych. Archimandryta Dymitr w tajemnicy udał się do Moskwy, jednak patriarcha moskiewski i całej Rusi Tichon przebywał w areszcie domowym i nie mógł wyświęcić go na biskupa. W związku z tym za jego zgodą Dymitr udał się do Archangielska i tam przyjął święcenia z rąk dwóch hierarchów przebywających na zsyłce - arcybiskupa wieriejskiego Hilariona oraz biskupa ładoskiego Innocentego. Następnie biskup Dymitr udał się do Minusińska, gdzie zgromadził wokół siebie ok. 50 wspólnot odrzucających odnowicielstwo. Przyjmował również do Cerkwi duchownych, którzy wcześniej należeli do tego ruchu.
W 1930 władze skonfiskowały całe mienie biskupa Dymitra pod pretekstem nieopłacenia przez niego zaległego zawyżonego podatku. W 1933 został on aresztowany i oskarżony o zorganizowanie kontrrewolucyjnej powstańczej organizacji cerkiewno-monarchistycznej, a następnie skazany na pięcioletnią zsyłkę do wsi Nowoiljinka w Kraju Narymskim. Z powodu choroby został po roku zwolniony i wrócił do Minusińska. Nie mógł jednak legalnie służyć, odprawiał jedynie tajne nabożeństwa w domach wiernych. W 1936 otrzymał godność arcybiskupa. W roku następnym został ponownie aresztowany, zmarł w więzieniu.